# Omiodes svezeyi
Omiodes svezeyi is een vlinder uit de familie van de grasmotten (Crambidae). De wetenschappelijke naam van deze soort is voor het eerst voorgesteld als Lamprosema svezeyi door George Francis Hampson in een publicatie uit 1918. Deze soort is vernoemd naar de Amerikaanse entomoloog Otto Herman Swezey (1869-1959), die onderzoek naar de vlinders van Hawaï heeft verricht.
De soort komt voor in Hawaï.